# آلبرتو برینولی
آلبرتو برینولی (انگلیسی: Alberto Brignoli؛ زادهٔ ۱۹ اوت ۱۹۹۱) بازیکن فوتبال اهل ایتالیا است.
از باشگاه‌هایی که در آن بازی کرده‌است می‌توان به باشگاه فوتبال پروجا، باشگاه فوتبال یوونتوس، باشگاه فوتبال سمپدوریا، باشگاه فوتبال آ. ث. لومتزانه، باشگاه فوتبال بنونتو، باشگاه فوتبال امپولی، باشگاه فوتبال لگانس، باشگاه فوتبال پالرمو، و باشگاه فوتبال ترنانا اشاره کرد.